# Natalie (website)
Natalie (Nhật: ナタリー Hepburn: Natarī) là một website tin tức giải trí của Nhật Bản, trực tuyến từ ngày 1 tháng 2 năm 2007. Nó được Natasha, Inc. điều hành. Website được đặt theo nhan đề của một nhạc phẩm cùng tên do Julio Iglesias sáng tác. Natalie cung cấp tin tức cho các cổng thông tin và mạng xã hội hàng đầu Nhật Bản như Mobage Town, GREE, Livedoor, Excite, Mixi và Yahoo! Japan. Nó cũng hoạt động thành công trên Twitter, với 1.510.000 lượt theo dõi tính đến tháng 2 năm 2017, trở thành công ty truyền thông được theo dõi nhiều thứ ba tại Nhật Bản, sau Twitter của Mainichi Shimbun và Asahi Shimbun.

## Lịch sử
Natasha, Inc., một nhà cung cấp nội dung, được thành lập vào tháng 12 năm 2005, trở thành một công ty trách nhiệm hữu hạn vào tháng 2 năm 2006 và được cổ phần hóa vào tháng 1 năm 2007.
Ngày 1 tháng 2 năm 2007, Natasha, Inc. mở website tin tức của riêng mình là Natalie, đặt theo tên của nhạc phẩm "Nathalie" của Julio Iglesias. Nó được dành riêng cho tin tức về âm nhạc và được tạo ra với ý tưởng cập nhật trên cơ sở hàng ngày, điều mà báo chí không thể làm được. website cũng cung cấp tùy chọn đăng ký, cho phép bình luận về các bài báo và tạo một danh sách lên đến 30 nghệ sĩ có thể nhận thông tin cập nhật.
Natalie tăng trưởng nhanh chóng, nó mở thêm một website phụ chuyên về tin tức manga gọi là Comic Natalie vào ngày 25 tháng 12 năm 2008, một trang phụ chuyên về tin tức của giới nghệ sĩ hài là Owarai Natalie vào ngày 5 tháng 8 năm 2009, cửa hàng sản phẩm văn hóa Natalie Store vào ngày 1 tháng 8 năm 2012, trang phụ chuyên về tin tức điện ảnh Eiga Natalie vào ngày 23 tháng 3 năm 2015, tin tức về các buổi hòa nhạc và sân khấu Stage Natalie vào ngày 2 tháng 2 năm 2016. Nó cũng có trang riêng về thức ăn nhẹ là Oyatsu Natalie mở ngày 18 tháng 5 năm 2011, dù bị đóng cửa sau một thời gian ngắn vào ngày 31 tháng 8 cùng năm.

## Công ty quản lý
Nhà sáng lập kiêm giám đốc đại diện của Natasha, Inc. là Ōyama Takuya. Ông cũng kiêm nhiệm ghế tổng biên tập của trang tin âm nhạc. Trước năm 2008, chủ tịch hội đồng quản trị kiêm tổng biên tập của Comic Natalie là Karaki Gen, cũng là một tay bass góp mặt của các nhóm/cá nhân nghệ sĩ như Speed, Ram Rider, Momoi Haruko và Katase Nana.
Từ năm 2014, Natasha trở thành công ty con của KDDI.

## Phê bình
Theo trang tin IT Media News, mặc dù website tin tức âm nhạc Natalie có rất nhiều thông tin làm hài lòng những người hâm mộ kỳ cựu, các tài liệu của trang chi tiết quá mức cần thiết và nhiều độc giả chỉ đọc lướt qua nội dung bài viết.